# Шіра Рішоні
Шіра Рішоні (івр. שירה ראשוני; нар. 21 лютого 1991) — ізраїльська дзюдоїстка. Змагається у надлегкій вазі (до 48 кг). Брала участь у літніх Олімпійських іграх 2016 року та літніх Олімпійських іграх 2020 року.

## Раннє та особисте життя
Шіра Рішоні народилася в Холоні, Ізраїль, у єврейській родині. У віці п'яти років її мама послала вчитися балету, незважаючи на бажання займатися дзюдо. Через два роки, оскільки вона все ще наполягала на заняттях з дзюдо, її мати нарешті поступилася і дозволила взяти участь у цьому виді спорту. Її сестер звуть Ротем і Майя. Їхнього діда звуть Мукі.
Мешкає в Евен-Єгуді, Ізраїль, неподалік Інституту Вінґейт.

Рішоні, займаючи 20 місце у світі, змагалася за Ізраїль на літніх Олімпійських іграх 2016 року в дзюдо серед жінок до 48 кг, отримавши додаткову ліцензію з Європи. У своєму першому поєдинку, торкнувшись ліктем ноги суперника у матчі проти українки Марини Черняк, була дискваліфікована за незаконне використання ліктя в 2:10 першого поєдинку. Після програшу вона зізналася: «Я досі не розумію, чому мене дискваліфікували». У сльозах Рішоні сказала:
Я все ще в шоці, я відчувала, що готова, і мені боляче, що я не могла проявити себе і що все закінчилося до того, як насправді почалося… Я була здивована рішенням судді… Важко передати словами, скільки ти віддаєш і скільки жертвуєш і як сильно мрієш про цей момент. Ти, звичайно, не уявляєш, що це закінчиться так.
Рішоні представляла Ізраїль на літніх Олімпійських іграх 2020 року, змагаючись у ваговій категорії до 48 кг. У своєму першому матчі вона обіграла колумбійку Луз Альварес, пройшовши до 1/8 фіналу. Там вона подолала бронзову призерку чемпіонату світу 2021 року Хулію Фігероа, яка була посіяна 5-ю на Олімпіаді. У чвертьфіналі Рішоні програла монгольській колишній чемпіонці світу Мунхбатин Уранцецег, що змусило її змагатися за шанс виграти бронзу через втішний раунд. Там Рішоні обіграла представницю Тайваню Лінь Чень Хао, що дало їй можливість поборотися за бронзову медаль, проте вона програла матч за бронзу колишній двократній чемпіонці світу Дар'ї Білодід, фінішувавши на п'ятому місці.